# Villeneuve-de-Rivière
Villeneuve-de-Rivière är en kommun i departementet Haute-Garonne i regionen Occitanien i södra Frankrike. Kommunen ligger i kantonen Saint-Gaudens som tillhör arrondissementet Saint-Gaudens. År 2022 hade Villeneuve-de-Rivière 1 732 invånare.

## Befolkningsutveckling
Antalet invånare i kommunen Villeneuve-de-Rivière
Referens:INSEE